# 贺安杰
贺安杰（1958年7月—），男性，汉族，湖南新田冷水井人。1985年4月加入中国共产党。四川大学经济系政治经济学专业毕业，华中科技大学经济管理系硕士研究生。中华人民共和国政治人物。

## 生平
贺安杰历任湖南省人民政府办公厅研究室干部、主任科员、副处级研究员、综合处副处长、处长，综合调研室主任、副厅级研究员等职。
2002年6月，任湖南省人民政府法制办公室党组书记、主任。2008年4月，任中共湖南省委副秘书长、政策研究室主任。
2013年4月，任中共株洲市委书记。2016年3月，不再担任株洲市委书记职务，转任湖南省人力资源和社会保障厅厅长。2018年1月至2022年1月，任湖南省政协副主席。